# 32. divize tankových granátníků SS „30. Januar“
32. SS-Panzergrenadier Division „30. Januar“ vznikla 30. ledna 1945 v Kurmarku v Braniborsku. Kvůli rychlému postupu Rudé armády byla divize posílána do boje po částech. V únoru a březnu 1945 utrpěla těžké ztráty při bojích na Odře u Frankfurtu. Následně podnikla protiútok severovýchodně od Rießenu a bránila se u Frenkelu. Poté vedla ústupové boje podél kanálu Odra-Spréva až k Beeskowu a dále přes Biegen, Gräbendorf, Selchower See k Riegelu, severně od Halbe. Koncem dubna 1945 se dokázala probojovat z kotle u Halbe, a následně se přes Baruth, Kummersdorf, Sperenberg, Beelitz a Ziesar dostala až k Labi do prostoru jižně od Tangermünde. Zde se zbytek divize, což bylo již jen 150 mužů, vzdal Američanům.

## Velitelé
- SS-Standartenführer Rudolf Mühlenkamp (30. leden 1945 – 5. únor 1945)
- SS-Standartenführer Joachim Richter (5. únor 1945 – 17. únor 1945)
- SS-Oberführer Adolf Ax (17. únor 1945 – 15. březen 1945)
- SS-Standartenführer Hans Kempin (15. březen 1945 – 8. květen 1945)

## Bojová sestava
- SS-Freiwilligen Grenadier Regiment 86 „Schill“ (86. dobrovolnický pluk granátníků SS „Schill“)
- SS-Freiwilligen Grenadier Regiment 87 „Kurmarck“ (87. dobrovolnický pluk granátníků SS „Kurmarck“)
- SS-Freiwilligen Grenadier Regiment 88 (88. dobrovolnický pluk granátníků SS)
- SS-Freiwilligen-Artillerie-Regiment 32 (32. dobrovolnický pluk dělostřelectva SS)
- SS-Panzerjäger-Abteilung 32 (32. oddíl stíhačů tanků SS)
- SS-Füsilier-Bataillon 32 (32. prapor střelců SS)
- SS-Flak-Abteilung 32 (32. oddíl protivzdušné obrany SS)
- SS-Pionier-Bataillon 32 (32. ženijní prapor SS)
- SS-Nachrichten-Abteilung 32 (32. zpravodajský oddíl SS)
- SS-Feldersatz-Bataillon 32 (32. náhradní prapor SS)

## Početní stavy divize
V únoru 1945 dosáhla divize svého maximálního stavu, a to 12 000 mužů.